# Półmaraton w Kioto
Półmaraton w Kioto – bieg półmaratoński rozgrywany corocznie w latach 1994–2009 (w marcu) w japońskim Kioto.
W 1994, 1995, 1997 i 1998 podczas biegu ustanawiano nieoficjalne rekordy świata w półmaratonie kobiet.

## Zwycięzcy
| Edycja | Rok  | Zwycięzca         | Czas (g:m:s) | Zwyciężczyni      | Czas (g:m:s) |
| ------ | ---- | ----------------- | ------------ | ----------------- | ------------ |
| 1.     | 1994 | Valdenor Pereira  | 1:01:53      | Uta Pippig        | 1:07:59      |
| 2.     | 1995 | Moses Tanui       | 1:01:33      | Uta Pippig        | 1:07:59      |
| 3.     | 1996 | Herder Vasquez    | 1:01:29      | Katrin Dörre      | 1:09:43      |
| 4.     | 1997 | Moses Tanui       | 1:02:27      | Elana Meyer       | 1:07:36      |
| 5.     | 1998 | Moses Tanui       | 1:01:34      | Elana Meyer       | 1:07:29      |
| 6.     | 1999 | Moses Tanui       | 1:01:06      | Elana Meyer       | 1:07:57      |
| 7.     | 2000 | Ondoro Osoro      | 1:01:50      | Fatuma Roba       | 1:10:16      |
| 8.     | 2001 | Koichiro Nagata   | 1:01:09      | Fatuma Roba       | 1:09:19      |
| 9.     | 2002 | Khalid Khannouchi | 1:02:16      | Catherine Ndereba | 1:08:48      |
| 10.    | 2003 | Khalid Khannouchi | 1:02:15      | Adriana Fernandez | 1:09:28      |
| 11.    | 2004 | Takashi Maeda     | 1:02:38      | Rie Ueno          | 1:10:34      |
| 12.    | 2005 | Koichi Mitsuyuki  | 1:02:34      | Rie Ueno          | 1:10:54      |
| 13.    | 2006 | Takayuki Ota      | 1:02:50      | Mai Itō           | 1:11:11      |
| 14.    | 2007 | Samuel Nganga     | 1:03:46      | Ryoko Kizaki      | 1:11:09      |
| 15.    | 2008 | Soji Ikeda        | 1:02:10      | Aki Fujikawa      | 1:10:41      |
| 16.    | 2009 | Ryuji Kashiwabara | 1:03:16      | Kazumi Nishihara  | 1:11:58      |